# Ashes to Ashes (álbum de Chelsea Grin)
Ashes to Ashes é o terceiro álbum de estúdio da banda de deathcore Chelsea Grin. O álbum foi lançado no dia 8 de Julho de 2014, através da Artery Recordings. A canção "Letters" foi lançado em 17 de dezembro de 2013 como o primeiro single do álbum. Um vídeo lírico da música "Angels Shall Sin, Demons Shall Pray" foi lançado em 12 de maio de 2014.

## Lista da trilha
| N.º            | Título                                | Duração |  |
| 1.             | "Playing With Fire"                   | 3:56    |  |
| 2.             | "Pledge Allegiance"                   | 4:05    |  |
| 3.             | "Morte ætérna"                        | 3:35    |  |
| 4.             | "Nightmares"                          | 5:12    |  |
| 5.             | "Illuminate"                          | 5:56    |  |
| 6.             | "Sellout"                             | 3:38    |  |
| 7.             | "Waste Away"                          | 4:29    |  |
| 8.             | "Ashes"                               | 1:17    |  |
| 9.             | "...To Ashes"                         | 2:16    |  |
| 10.            | "Angels Shall Sin, Demons Shall Pray" | 3:13    |  |
| 11.            | "Letters"                             | 4:15    |  |
| 12.            | "Cheers To Us"                        | 3:10    |  |
| 13.            | "Clockwork"                           | 4:31    |  |
| 14.            | "Undying"                             | 5:07    |  |
| 15.            | "Dust To Dust..."                     | 5:12    |  |
| Duração total: | Duração total:                        | 57:51   |  |

## Créditos
Chelsea Grin
- Alex Koehler - vocal
- Jason Richardson - guitarra
- Dan Jones - guitarra
- Jake Harmond - guitarra
- David Flinn  - baixo
- Pablo Viveros - bateria